# ترانزیستور بهمنی
ترانزیستور بهمنی (به انگلیسی: avalanche transistor) یک ترانزیستورپیوندی دوقطبی است که برای کار در ناحیه مشخصه‌های جریان کلکتور برحسب ولتاژ کلکتور-به-امیتر آن فراتر از ولتاژ شکست کلکتور-به-امیتر طراحی شده است که ناحیه شکست بهمنی نامیده می‌شود. این ناحیه با شکست بهمنی که پدیده‌ای مشابه تخلیه گازهای تاونزند است و مقاومت تفاضلی منفی مشخص می‌شود. کار در ناحیه شکست بهمنی، کار در حالت‌بهمنی (به انگلیسی: avalanche-mode operation) نامیده می‌شود: به ترانزیستورهای بهمنی این توانایی را می‌دهد که جریان‌های بسیار بالا را با زمان‌های اُفت و خیز کمتر از نانوثانیه (زمان گذار) سوئیچ کنند. ترانزیستورهایی که به‌طور خاص برای این منظور طراحی نشده‌اند، می‌توانند ویژگی‌های بهمنی ثابتی داشته باشند. برای مثال ۸۲ درصد از نمونه‌های سوئیچ پرسرعت ۱۵ ولتی 2N2369 که در یک دوره ۱۲ ساله ساخته شده‌اند، قادر به تولید پالس‌های شکست بهمنی با زمان خیز ۳۵۰ پیکوثانیه یا کمتر، با استفاده از منبع تغذیه ۹۰ ولتی بودند همان‌طور که جیم ویلیامز می‌نویسد.

## تاریخچه
اولین مقاله‌ای که با ترانزیستورهای بهمنی سروکار داشت (اِبِرز و میلِر ۱۹۵۵) بود. این مقاله نحوه استفاده از ترانزیستورهای پیوندآلیاژی را در ناحیه شکست بهمنی به منظور غلبه بر محدودیت‌های سرعت و ولتاژ شکست که بر اولین مدل‌های این نوع ترانزیستور در هنگام استفاده در مدارهای دیجیتال رایانه پیشین تأثیر گذاشته است، توضیح می‌دهد؛ بنابراین اولین کاربرد ترانزیستورهای بهمنی در مدارهای کلیدزنی و مولتی‌ویبراتورها بود. معرفی ترانزیستور بهمنی همچنین به عنوان کاربرد فرمول تجربی میلر برای ضریب برافزایی بهمنی {\displaystyle M}، عمل کرد. اولین بار در مقاله (میلر ۱۹۵۵) معرفی شد. نیاز به درک بهتر رفتار ترانزیستور در ناحیه شکست بهمنی، نه تنها برای استفاده در حالت بهمنی، منجر به تحقیقات گسترده‌ای در مورد یونش ضربه‌ای در نیم‌رساناها شد (نگاه کنید به (کِنِدی و اوبرایان ۱۹۶۶)).
از ابتدای دهه ۱۹۶۰ تا نیمه اول دهه ۱۹۷۰، چندین مدار بهمنی ترانزیستوری پیشنهاد شد. نوع ترانزیستور پیوندی دوقطبی که برای استفاده در ناحیه شکست بهمنی مناسب است مورد مطالعه قرار گرفت. یک مرجع کامل، که شامل کمک‌های دانشمندان کشورهای اتحاد جماهیر شوروی سابق و کمکان نیز می‌شود، کتاب (دیاکونوف ۱۹۷۳) است.
اولین کاربرد ترانزیستور بهمنی به عنوان یک تقویت‌کننده خطی، به نام تریود زمان گذر کنترل‌شده بهمنی، (CATT) در (اشباخ, سِپوئن & تانتراپورن ۱۹۷۶) شرح داده شد. افزاره مشابهی به نام آی‌اِم‌پیستور کم و بیش در همان دوره در مقاله (کِرول و وینستِنلی ۱۹۷۴) توصیف شد. کاربردهای خطی این دسته از افزاره‌ها بعداً شروع شد زیرا برخی از الزامات برای برآورده کردن وجود دارد، همان‌طور که در زیر توضیح داده شده است. استفاده از ترانزیستورهای بهمنی در این کاربردها جریان‌اصلی نیست زیرا افزاره‌ها برای اینکه به درستی کار کنند نیاز به ولتاژ کلکتور به امیتر بالا دارند.
امروزه، هنوز تحقیقات فعالی بر روی افزاره‌های بهمنی (ترانزیستور یا موارد دیگر) ساخته شده از نیم‌رساناهای مرکب وجود دارد که قادر به تغییر جریان‌های چند ده آمپری حتی سریع‌تر از ترانزیستورهای بهمنی «سنتی» هستند.

## نظریه پایه‌ای

### ویژگی‌های ناحیه ایستای بهمنی

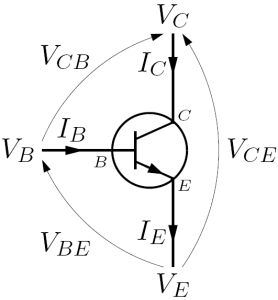
جریان‌ها و ولتاژهای بایاس برای یک ترانزیستور دوقطبی NPN

در این بخش، {\displaystyle I_{C}-V_{CE}} مشخصه ایستای یک ترانزیستور بهمنی محاسبه می‌شود. برای سادگی، فقط یک افزاره NPN در نظر گرفته می‌شود: با این حال، نتایج یکسان برای افزاره‌های PNP معتبر هستند و فقط علائم را به ولتاژ و جریان تغییر می‌دهند. این تحلیل دقیقاً از ویلیام دی. روهر در (روهر ۱۹۶۳) پیروی می‌کند. از آنجایی که ضرب شکست بهمنی فقط در دوسَر پیوند کلکتور-بیس وجود دارد، نخستین گام محاسبه برای تعیین جریان کلکتور به‌صورت مجموع جریان‌های مولفه‌های مختلف کلکتور است، زیرا فقط آن شارهای بار تحت این پدیده قرار دارند. قانون جریان کریشهف اعمال شده بر روی یک ترانزیستور پیوندی دوقطبی حاکی از رابطه زیر است که همیشه توسط جریان کلکتور {\displaystyle I_{C}} برآورده می‌شود.
{\displaystyle I_{C}=I_{E}-I_{B}\,}
در حالی که برای افزاره مشابهی که در ناحیه فعال کار می‌کند، نظریه پایه‌ای ترانزیستور رابطه زیر را نشان می‌دهد
{\displaystyle I_{C}=\beta I_{B}+(\beta +1)I_{CBO}\,}
که‌اینجا
- {\displaystyle I_{B}} جریان بیس است،
- {\displaystyle I_{CBO}} جریان نشتی معکوس بیس-کلکتور است،
- {\displaystyle I_{E}} جریان امیتر است،
- {\displaystyle \beta } بهره جریان امیتر مشترک ترانزیستور است.

هم‌ارزسازی دو فرمول برای {\displaystyle I_{C}} نتیجه زیر را می‌دهد
{\displaystyle I_{E}=(\beta +1)I_{B}+(\beta +1)I_{CBO}\,}
و از آنجایی که {\displaystyle \alpha =\beta {(\beta +1)^{-1}}} بهره جریان بیس مشترک ترانزیستور است، پس
{\displaystyle \alpha I_{E}=\beta I_{B}+\beta I_{CBO}=I_{C}-I_{CBO}\iff I_{C}=\alpha I_{E}+I_{CBO}}
هنگامی که اثرات بهمنی در یک کلکتور ترانزیستوری در نظر گرفته می‌شود، جریان کلکتور {\displaystyle I_{C}} داده می‌شود توسط
{\displaystyle I_{C}=M(\alpha I_{E}+I_{CBO})\,}
که‌در اینجا {\displaystyle M} ضریب برافزایی بهمنی میلر است. این مهم‌ترین پارامتر در کارکرد حالت بهمنی است: بیان آن به شرح زیر است
{\displaystyle M={\frac {1}{1-\left({\frac {V_{CB}}{BV_{CBO}}}\right)^{n}}}\,}
که در اینجا
- {\displaystyle BV_{CBO}} ولتاژ شکست بیس-کلکتور است،
- {\displaystyle n} بسته به نیم‌رسانای مورد استفاده برای ساخت ترانزیستور و نمایه آلایش پیوند کلکتور-بیس عددی ثابت است.
- {\displaystyle V_{CB}} ولتاژ بیس-کلکتور است.

استفاده مجدد از قانون جریان کریشف برای ترانزیستور پیوندی دوقطبی و عبارت داده شده برای {\displaystyle M} ، عبارت به دست آمده برای {\displaystyle I_{C}} به‌صورت زیر است
{\displaystyle I_{C}={\frac {M}{1-\alpha M}}(I_{CBO}+\alpha I_{B})\iff I_{C}={\frac {I_{CBO}+\alpha I_{B}}{1-\alpha -\left({\frac {V_{CB}}{BV_{CBO}}}\right)^{\!n}}}}
و به یاد آوردن آن که {\displaystyle V_{CB}=V_{CE}-V_{BE}} و {\displaystyle V_{BE}=V_{BE}(I_{B})} که در اینجا {\displaystyle V_{BE}} ولتاژ بیس-امیتر است
{\displaystyle I_{C}={\frac {I_{CBO}+\alpha I_{B}}{1-\alpha -\left({\frac {V_{CE}-V_{BE}(I_{B})}{BV_{CBO}}}\right)^{\!n}}}\cong {\frac {I_{CBO}+\alpha I_{B}}{1-\alpha -\left({\frac {V_{CE}}{BV_{CBO}}}\right)^{\!n}}}}
از آنجایی که {\displaystyle V_{CE}>>V_{BE}} : این بیان خانواده پارامتری مشخصه‌های {\displaystyle I_{C}-V_{CE}} کلکتور با پارامتر {\displaystyle I_{B}} است. توجه داشته باشید که {\displaystyle I_{C}} بدون محدودیت افزایش می‌یابد اگر
{\displaystyle \left({\frac {V_{CE}}{BV_{CBO}}}\right)^{\!n}=1-\alpha \iff V_{CE}=BV_{CEO}={\sqrt[{n}]{(1-\alpha )}}BV_{CBO}={\frac {BV_{CBO}}{\sqrt[{n}]{\beta +1}}}}
که در اینجا {\displaystyle BV_{CEO}} ولتاژ شکست کلکتور-امیتر است. همچنین امکان بیان {\displaystyle V_{CE}}  به عنوان تابعی از {\displaystyle I_{C}} وجود دارد و یک فرمول تحلیلی برای مقاومت دیفرانسیلی کلکتور-امیتر با مشتق‌گیری مستقیم بدست آورید: با این حال، جزئیات در اینجا آورده نشده است.

### مدل پویای دیفرانسیلی

مدار معادل یک ترانزیستور دوقطبی npn بهمنی که توسط یک شبکه بایاس معمولی استفاده می‌شود.

حالت پویای دیفرانسیل شرح داده شده در اینجا، که مدل سیگنال کوچک نیز نامیده می‌شود، تنها مدل سیگنال کوچک ذاتی ترانزیستور بهمنی است. عناصر سرگردان به دلیل بسته‌بندی که ترانزیستور را در بر می‌گیرد، عمداً نادیده گرفته می‌شوند، زیرا تحلیل آنها هیچ چیز مفیدی از نقطه نظر اصول کار ترانزیستور بهمنی اضافه نمی‌کند. با این حال، هنگام تحقق یک مدار الکترونیکی، آن پارامترها اهمیت زیادی دارند. به ویژه، اندوکتانس‌های سرگردان به صورت سری با پایه‌های کلکتور و امیتر باید به حداقل برسد تا عملکرد سرعت بالای مدارهای ترانزیستور بهمنی حفظ شود. همچنین، این مدار معادل هنگام توصیف رفتار ترانزیستور بهمنی در نزدیکی زمان روشن شدن آن، جایی که جریان‌ها و ولتاژهای کلکتور هنوز نزدیک مقادیر ساکن هستند، مفید است: در مدار واقعی، امکان محاسبه ثابت‌های زمانی و بنابراین زمان‌های خیز و اُفت و شکل‌موج {\displaystyle V_{CE}} را فراهم می‌کند. با این حال، از آنجایی که مدارهای سوئیچینگ ترانزیستور بهمنی ذاتاً مدارهای سیگنال بزرگی هستند، تنها راه برای پیش‌بینی رفتار واقعی آنها با دقت معقول، انجام شبیه‌سازی‌های عددی است. مجدداً، تحلیل به‌دقت از ویلیام دی. روهر در (روهر ۱۹۶۳) پیروی می‌کند.
یک ترانزیستور بهمنی که توسط یک شبکه بایاس معمول کار می‌کند در تصویر مجاور نشان داده شده است: {\displaystyle V_{BB}} می‌تواند صفر یا مقدار مثبت باشد، در حالی که {\displaystyle R_{E}} می‌تواند اتصال کوتاه شود. در هر مدار ترانزیستور بهمنی، سیگنال خروجی از کلکتور یا امیتر گرفته می‌شود: بنابراین مدل دیفرانسیلی سیگنال کوچک ترانزیستور بهمنی که در ناحیه بهمنی کار می‌کند همیشه از پایه‌های خروجی کلکتور-امیتر دیده می‌شود و از یک {\displaystyle RC} موازی تشکیل شده است. مدار همان‌طور که در تصویر مجاور نشان داده شده است، که فقط شامل اجزای بایاس است. بزرگی و علامت هر دوی این پارامترها توسط جریان بیس {\displaystyle I_{B}} کنترل می‌شود: از آنجایی که هر دو پیوند بیس-کلکتور و بیس-امیتر در حالت سکون بایاس معکوس دارند، مدار معادل ورودی بیس صرفاً یک مولد جریان است که توسط خازن‌های پیوند بیس-امیتر و بیس-کلکتور شنت می‌شود و بنابراین در موارد زیر تحلیل نمی‌شود. ثابت زمانی ذاتی مدار سیگنال کوچک معادل اولیه دارای مقدار زیر است
{\displaystyle \tau _{Ace}=r_{Ace}C_{Ace}\,}
که در اینجا
- {\displaystyle r_{Ace}} مقاومت دیفرانسیلی بهمنی کلکتور-امیتر است و همان‌طور که در بالا گفته شد می‌توان با مشتق‌گیری ولتاژ کلکتور-امیتر را به‌دست‌آورد. {\displaystyle V_{CE}} با توجه به جریان کلکتور {\displaystyle I_{C}} ، برای جریان بیس {\displaystyle I_{B}} ثابت

{\displaystyle r_{Ace}={\frac {\partial {V_{CE}}}{\partial {I_{C}}}}{\Bigg |}_{I_{B}=const.}}
- {\displaystyle C_{Ace}} ظرفیت‌خازنی دیفرانسیلی بهمنی کلکتور-امیتر است و عبارت زیر را دارد

{\displaystyle C_{Ace}=-\left({\frac {1}{r_{Ace}\omega _{\beta }}}-C_{ob}\right)}
کجا
{\displaystyle \omega _{\beta }=2\pi f_{\beta }} فرکانس قطع زاویه‌ای بهره جریان است
{\displaystyle C_{ob}} خازن خروجی بیس مشترک است
این دو پارامتر هر دو منفی هستند. این بدان معنی است که اگر بار کلکتور از یک منبع جریان ایده‌آل باشد، مدار ناپایدار است. این توجیه نظری رفتار مولتی‌ویبراتوری آستابل مدار در زمانی است که ولتاژ {\displaystyle V_{CC}} بیش از یک سطح بحرانی افزایش می‌یابد.

### حالت دوم شکست بهمنی
وقتی جریان کلکتور از حد دیتاشیت {\displaystyle I_{CMAX}} بالاتر می‌رود یک سازوکار شکست جدید مهم می‌شود: شکست دوم. این پدیده به دلیل گرم شدن بیش از حد برخی از نقاط (نقاط داغ) در ناحیه بیس-امیتر ترانزیستور پیوندی دوقطبی ایجاد می‌شود که باعث افزایش نمایی جریان از طریق این نقاط می‌شود: این افزایش نمایی جریان به نوبه خود باعث افزایش فراگرمایش بیشتر می‌شود و یک سازوکار بازخورد حرارتی مثبت ایجاد می‌کند. در حین تحلیل‌کردن مشخصه ایستای {\displaystyle I_{C}-V_{CE}}، وجود این پدیده به صورت یک افت ولتاژ شدید کلکتور و افزایش تقریباً عمودی جریان کلکتور دیده می‌شود. در حال حاضر، تولید ترانزیستور بدون نقاط داغ و در نتیجه بدون شکست ثانویه امکان‌پذیر نیست، زیرا وجود آنها مربوط به فناوری پالایش سیلیکون است. در طول این فرایند، مقادیر بسیار کوچک اما محدودی از فلزات در بخش‌های موضعی ویفر باقی می‌مانند: این ذرات فلزات به مراکز عمیق بازترکیبی تبدیل شدند، یعنی مراکزی که جریان به طریق ممتاز وجود دارد. در حالی که این پدیده برای ترانزیستورهای پیوندی دوقطبی که به روش معمول کار می‌کنند مخرب است، می‌توان از آن برای افزایش بیشتر محدودیت‌های جریان و ولتاژ افزاره‌ای که در حالت بهمنی کار می‌کند با محدود کردن مدت زمان آن استفاده کرد: همچنین سرعت سوئیچینگ افزاره تأثیر منفی نمی‌گذارد. شرح واضحی از مدارهای ترانزیستور بهمنی که در رژیم شکست دوم کار می‌کنند همراه با چند مثال را می‌توان در مقاله (بیکر ۱۹۹۱) یافت.

### شبیه‌سازی عددی
مدارهای ترانزیستوری بهمنی ذاتاً مدارهای سیگنال بزرگ هستند، بنابراین مدل‌های سیگنال کوچک، زمانی که برای چنین مدارهایی اعمال می‌شوند، فقط می‌توانند یک توصیف کیفی ارائه دهند. برای به دست آوردن اطلاعات دقیق تر در مورد رفتار ولتاژها و جریان‌های وابسته به زمان در چنین مدارهایی لازم است از تحلیل عددی استفاده شود. رویکرد «کلاسیک»، که در مقاله (Дьяконов (دیاکونوف) 2004b) که بر کتاب (Дьяконов (دیاکونوف) ۱۹۷۳) تکیه دارد، به تفصیل شرح داده شده است، شامل در نظر گرفتن مدارها به عنوان یک سامانه معادلات دیفرانسیل معمولی غیرخطی و حل آن با یک روش عددی است که با استفاده از یک نرم‌افزار شبیه‌سازی ساده به‌دست می‌آید و نتایج عددی به‌طور منصفانه به دست می‌آید. با این حال، این روش‌ها بر استفاده از مدل‌های ترانزیستور تحلیلی متکی هستند که به بهترین وجه برای تحلیل ناحیه شکست مناسب هستند: این مدل‌ها لزوماً برای توصیف افزاره‌ای که در همه ناحیه‌های ممکن کار می‌کند مناسب نیستند. یک رویکرد نوین‌تر، استفاده از شبیه‌ساز مدار آنالوگ رایج اسپایس همراه با یک مدل ترانزیستوری پیشرفته است که از شبیه‌سازی شکست بهمنی پشتیبانی می‌کند، که مدل پایه ترانزیستور اسپایس چنین نمی‌کند. نمونه‌هایی از این مدل‌ها در مقاله (کشاورز، ر انی و کمپبل ۱۹۹۳) و در مقاله (کلوسترمن و دیخ‌لاف ۱۹۸۹) توضیح داده شده‌اند: مدل دوم توصیفی از مدل مِکسترم (به انگلیسی: Mextram) است که در حال حاضر توسط برخی از صنایع نیم‌رسانا برای توصیف ترانزیستورهای پیوندی دوقطبی استفاده می‌شود.

### یک روش گرافیکی
یک روش گرافیکی برای مطالعه رفتار یک ترانزیستور بهمنی در منابع (اسپیریتو ۱۹۶۸) و (اسپیریتو ۱۹۷۱) پیشنهاد شد: این روش ابتدا به منظور ترسیم رفتار ایستا (استاتیکی) افزاره استخراج شد و سپس برای حل مسائل مربوط به رفتار پویا (دینامیکی) نیز به کار رفت. این روش روح روش‌های گرافیکی مورد استفاده برای طراحی مدارهای لامپی و ترانزیستور را مستقیماً از نمودارهای مشخصه‌های داده‌شده در برگه‌داده‌های توسط تولیدکنندگان نشان می‌دهد.

## کاربردها
ترانزیستورهای بهمنی عمدتاً به عنوان ژنراتورهای پالس سریع استفاده می‌شوند که دارای زمان خیز و اُفت کمتر از یک نانوثانیه و ولتاژ و جریان خروجی بالا هستند. آنها گاهی به عنوان تقویت‌کننده در محدوده فرکانس ریزموج استفاده می‌شوند، حتی اگر این استفاده جریان‌اصلی نباشد: هنگامی که برای این منظور استفاده می‌شود، آنها «تریودهای کنترل شده زمان گذر بهمنی» (CATTs) (به انگلیسی: Triodes Transit-Time Transit Controlled Avalanche) نامیده می‌شوند.

### مدارهای سوئیچینگ حالت بهمنی
سوئیچینگ حالت بهمنی متکی به برافزایی بهمنی جریان است که از طریق پیوند کلکتور-بیس در نتیجه یونش ضربه‌ای اتم‌ها در شبکه بلوری نیم‌رسانا می‌گذرد. شکست بهمنی در نیم‌رساناها به دو دلیل اساسی در مدارهای راه‌گزین کاربرد پیدا کرده است
- این می‌تواند سرعت کلیدزنی بسیار بالایی را فراهم کند، زیرا جریان در زمان‌های بسیار کوچک، در محدوده پیکوثانیه، به دلیل برافزایی بهمنی (به انگلیسی: avalanche multiplication) ایجاد می‌شود.
- می‌تواند جریان‌های خروجی بسیار بالایی را ارائه دهد، زیرا جریان‌های بزرگ را می‌توان توسط جریان‌های بسیار کوچک کنترل کرد، دوباره به دلیل برافزایی بهمنی.

دو مدار در نظر گرفته شده در این بخش ساده‌ترین نمونه مدارهای ترانزیستور بهمنی برای اهداف سوئیچینگ هستند: هر دو مثالی که به تفصیل شرح داده شده، مولتی ویبراتورهای منوآستابل هستند. چندین مدار پیچیده‌تر در نوشته‌های علمی وجود دارد، به عنوان مثال در کتاب‌های (روهر ۱۹۶۳) و (Дьяконов (دیاکونوف) ۱۹۷۳).
بیشتر مدارهایی که از ترانزیستور بهمنی استفاده می‌کنند توسط دو نوع ورودی مختلف فعال می‌شوند:

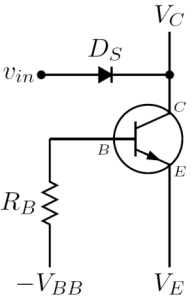
مدار تریگر کلکتور ساده ترانزیستور دوقطبی بهمنی npn که توسط یک شبکه بایاس معمول استفاده می‌شود.

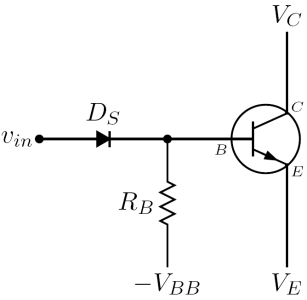
مدار تریگر بیس ساده شده یک ترانزیستور دوقطبی npn بهمنی که توسط یک شبکه بایاس معمول استفاده می‌شود.

- مدار ورودی تریگرسازی کلکتور: سیگنال تریگر ورودی از طریق دیود سوئیچینگ سریع {\displaystyle D_{S}}، به کلکتور تغذیه می‌شود. احتمالاً پس از شکل‌گیری توسط یک شبکه شکل‌دهنده پالس. این روش راه‌اندازی ترانزیستور بهمنی به‌طور گسترده در مدارهای نسل اول استفاده شد زیرا گره کلکتور دارای امپدانس بالا و همچنین ظرفیت‌خازنی کلکتور {\displaystyle C_{ob}} است که تحت رژیم سیگنال بزرگ کاملاً خطی رفتار می‌کند. در نتیجه، زمان تأخیر از ورودی به خروجی بسیار کم و تقریباً مستقل از مقدار ولتاژ کنترل است. با این حال، این مدار تریگر به دیودی نیاز دارد که بتواند در برابر ولتاژهای معکوس بالا مقاومت کند و بسیار سریع سوئیچ کند، مشخصه‌هایی که در همان دیود بسیار دشوار است، بنابراین در مدارهای ترانزیستور بهمنی نوین به ندرت دیده می‌شود.
- مدار ورودی تریگرسازی بیس: سیگنال تریگر ورودی مستقیماً از طریق یک دیود سوئیچینگ سریع {\displaystyle D_{S}}، به بیس تغذیه می‌شود. احتمالاً پس از شکل‌دهی توسط یک شبکه شکل‌دهنده پالس. این روش راه‌اندازی ترانزیستور بهمنی در مدارهای نسل اول نسبتاً کمتر مورد استفاده قرار گرفت زیرا گره بیس دارای امپدانس نسبتاً کم و ظرفیت ورودی {\displaystyle C_{ib}} است که تحت رژیم سیگنال بزرگ بسیار غیرخطی است (در واقع، نمایی است): این باعث یک زمان تأخیر نسبتاً بزرگ و وابسته به ولتاژ ورودی می‌شود که در مقاله (اسپیریتو ۱۹۷۴) به تفصیل تحلیل شده. با این حال، ولتاژ معکوس مورد نیاز برای تغذیه دیود، دیودها به‌نسبت بسیار کمتری است که در مدارهای ورودی تریگر کلکتور استفاده می‌شود، و از آنجایی که دیودهای شاتکی فوق سریع به راحتی و ارزان یافت می‌شوند، این مدار راه‌اندازی است که در اکثر مدارهای ترانزیستور بهمنی نوین استفاده می‌شود. همچنین به همین دلیل است که دیود {\displaystyle D_{S}} در مدارهای کاربردی زیر به‌صورت دیود شاتکی نمادگذاری شده است.

ترانزیستور بهمنی نیز می‌تواند با کاهش ولتاژ امیتر فعال شود {\displaystyle V_{E}} ، اما این پیکربندی به ندرت در پژوهش‌های علمی و مدارهای عملی دیده می‌شود. در مرجع (میلینگ و استری ۱۹۶۸)، پاراگراف ۳٫۲٫۴ «مدارهای تریگر» یکی از این پیکربندی‌ها شرح داده شده است، که در آن ترانزیستور بهمنی خودش به عنوان بخشی از مدار تریگر یک پالس‌ساز پیچیده استفاده می‌شود، در حالی که در مرجع (Дьяконов (دیاکنوف) ۱۹۷۳) یک متمایزکننده سطح متعادل که در آن یک ترانزیستور پیوندی دوقطبی متداول به یک ترانزیستور بهمنی تزویج‌شده است به‌طور خلاصه توضیح داده شده است.
دو پالس‌ساز بهمنی که در زیر توضیح داده شده است، هر دو بیس تریگرشده و دارای دو خروجی هستند. از آنجایی که افزاره مورد استفاده یک ترانزیستور NPN است، {\displaystyle V_{out1}} در حالی که خروجی مثبت است {\displaystyle V_{out2}} یک خروجی منفی است: استفاده از ترانزیستور PNP قطبیت خروجی‌ها را معکوس می‌کند. شرح نسخه‌های ساده شده آنها، که در آن مقاومت {\displaystyle R_{E}} یا {\displaystyle R_{L}} برای داشتن یک خروجی روی صفر اهم (بدیهی است که نه هر دو) تنظیم شده است، می‌توان آن را در مرجع (Millmanمیلمن و تُوب ۱۹۶۵) یافت. مقاومت {\displaystyle R_{C}} خازن {\displaystyle C_{T}} را شارژ می‌کند یا خط انتقال {\displaystyle \scriptstyle TL_{t_{f}}} (یعنی اجزای ذخیره انرژی) پس از جابجاسازی (به انگلیسی: commutation). آن معمولاً مقاومت بالایی برای محدود کردن جریان کلکتور ساکن دارد، بنابراین فرایند بازشارژسازی (به انگلیسی: recharging) کُند است. گاهی این مقاومت با یک مدار الکترونیکی جایگزین می‌شود که قادر است قطعات ذخیره‌ساز انرژی را سریعتر شارژ کند.
- پالس بهمنی با تخلیه خازن: یک سیگنال تریگر اعمال شده به سَر بیس ترانزیستور بهمنی باعث شکست بهمنی بین کلکتور و سَر امیتر می‌شود. خازن {\displaystyle C_{T}} با جریانی که از مقاومت‌ها {\displaystyle R_{E}} و {\displaystyle R_{L}} می‌گذرد شروع به تخلیه می‌کند: ولتاژهای روی آن مقاومت‌ها ولتاژ خروجی هستند. شکل‌موج جریان یک جریان تخلیه RC ساده نیست، بلکه رفتار پیچیده‌ای دارد که به سازوکار بهمنی بستگی دارد: با این حال، زمان خیز بسیار سریعی دارد، در حد کسری از یک نانوثانیه. حداکثر جریان به اندازه خازن {\displaystyle C_{T}} بستگی دارد: هنگامی که مقدار آن بیش از چند صد پیکو فاراد افزایش می‌یابد، ترانزیستور به حالت بهمنی شکست دوم می‌رود و جریان پیک به مقادیر چندین آمپر می‌رسد.
- پالس بهمنی با خط انتقال: یک سیگنال تریگر اعمال شده به سَر بیس ترانزیستور بهمنی باعث شکست بهمنی بین کلکتور و سَر امیتر می‌شود. زمان خیز سریع جریان کلکتور یک پالس جریان تقریباً با همان دامنه ایجاد می‌کند که در طول خط انتقال منتشر می‌شود. پالس پس از زمان تأخیر {\displaystyle t_{f}} مشخصه خط گذشته به انتهای مدار باز خط می‌رسد، و سپس به عقب بازتابیده می‌شود. اگر امپدانس مشخصه خط انتقال برابر با مقاومت‌ها {\displaystyle R_{E}} و {\displaystyle R_{L}} باشد، پالس بازتابیده به عقب به ابتدای خط می‌رسد و متوقف می‌شود. در نتیجه این رفتار موج در حال حرکت، جریانی که از ترانزیستور بهمنی می‌گذرد دارای مدت زمان مستطیل شکل است.

{\displaystyle t=2t_{f}\,}
در طراحی‌های عملی، یک امپدانس قابل‌تنظیم مانند یک شبکه دو پایانه‌ای زوبل (یا به سادگی یک خازن تریمر) از کلکتور ترانزیستور بهمنی به زمین قرار می‌گیرد که به پالس‌ساز خط انتقال توانایی کاهش حلقه‌زنی و سایر رفتارهای نامطلوب در ولتاژهای خروجی را می‌دهد.

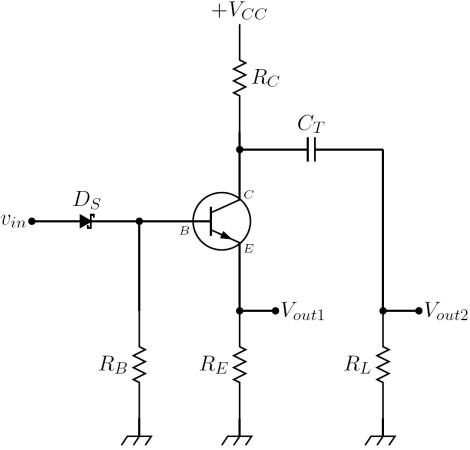
پالس‌ساز ترانزیستور بهمنی با تخلیه خازن ساده شده.

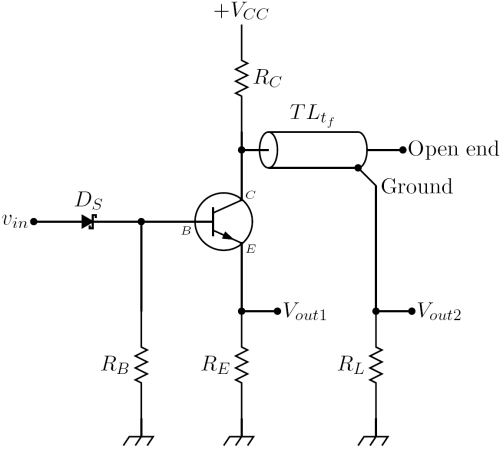
پالس‌ساز ترانزیستور بهمنی با خط انتقال ساده شده.

می‌توان آن مدارها را با حذف مدارهای ورودی تریگر آنها به مولتی‌ویبراتورهای آستابل تبدیل کرد
1. افزایش ولتاژ منبع تغذیه آنها {\displaystyle V_{CC}} تا زمانی که یک نوسان آرامشی شروع شود، یا
2. اتصال مقاومت بیس {\displaystyle R_{B}} به ولتاژ بایاس بیس مثبت {\displaystyle V_{BB}} و در نتیجه به اجبار شروع به شکست بهمنی و نوسانات آرامشی مرتبط است.

یک مثال کامل از روش اول در مرجع (هولم ۲۰۰۶) توضیح داده شده است. همچنین می‌توان مولتی ویبراتورهای بی‌استابل حالت بهمنی را ساخت، اما استفاده از آنها به اندازه سایر انواع مولتی ویبراتور توصیف‌شده رایج نیست، یک دلیل مهم این است که آنها به دو ترانزیستور بهمنی نیاز دارند که یکی به‌طور مداوم در رژیم شکست بهمنی کار می‌کند و این می‌تواند از نظر اتلاف نیرو و عمر کارکرد افزاره مشکلات جدی ایجاد کند.
درعمل، به راحتی قابل تحقق و ارزان، تولید پالس‌های سریع برای بررسی زمان خیز تجهیزات است.

### تریود زمان‌گذر بهمنی کنترل‌شده (CATT)
تقویت حالت بهمنی بر برافزایی بهمنی به عنوان سوئیچینگ حالت بهمنی متکی است. اما برای این حالت کار لازم است که ضریب برفزایی بهمنی میلر {\displaystyle M} برای نوسانات بزرگ ولتاژ خروجی تقریباً ثابت نگه داشته شود: اگر این شرط برآورده نشود، اعوجاج دامنه قابل‌توجهی در سیگنال خروجی ایجاد می‌شود. در نتیجه،
- ترانزیستورهای بهمنی که برای کاربرد در مدارهای سوئیچینگ استفاده می‌شوند را نمی‌توان استفاده کرد زیرا ضریب میلر به‌طور گسترده با ولتاژ کلکتور به امیتر تغییر می‌کند.
- نقطه کار افزاره به همین دلیل نمی‌تواند در مقاومت منفی ناحیه شکست بهمنی باشد

این دو الزام بیانگر این است که افزاره‌ای که برای تقویت استفاده می‌شود به ساختار فیزیکی متفاوت از ترانزیستورهای معمولی بهمنی نیاز دارد. ترایود زمان‌گذر بهمنی کنترل‌شده (CATT) که برای تقویت امواج ریزموج طراحی شده است، دارای یک ناحیه کاملاً کم آلاییده بین بیس و ناحیه کلکتور است که به افزاره ولتاژ شکست کلکتور-امیتر  {\displaystyle BV_{CEO}}  می‌دهد که در مقایسه با ترانزیستورهای دوقطبی با همان هندسه نسبتاً بالا است. سازوکار تقویت جریان مشابه ترانزیستور بهمنی است، یعنی تولید حامل توسط یونش ضربه‌ای، اما اثر زمان‌گذر نیز مانند دیودهای ایمپت و تراپت وجود دارد، که در آن یک ناحیه با میدان بالا در امتداد پیوند بهمنی‌ساز، دقیقاً در امتداد ناحیه ذاتی حرکت می‌کند. ساختار افزاره و انتخاب نقطه بایاس دلالت بر آن دارد
1. ضریب برافزایی بهمنی میلر M به حدود ۱۰ محدود شده است.
2. اثر زمان‌گذر این ضریب را تقریباً ثابت و مستقل از ولتاژ کلکتور به امیتر نگه می‌دارد.

نظریه این نوع ترانزیستور بهمنی به‌طور کامل در مقاله (اشباخ، سو پوآن و تانتراپورن ۱۹۷۶) توضیح داده شده است که همچنین نشان می‌دهد که این ساختار افزاره نیم‌رسانا برای تقویت توان ریزموج مناسب است. این می‌تواند چندین وات توان فرکانس رادیویی را در فرکانس چند گیگاهرتز ارائه دهد و همچنین دارای یک پایانهٔ کنترل، بیس است. با این حال، به‌طور گسترده مورد استفاده قرار نمی‌گیرد زیرا برای عملکرد صحیح به ولتاژهای بیش از ۲۰۰ ولت نیاز دارد، در حالی که آرسنید گالیوم یا سایر فِت‌های نیم‌رساناهای مرکب عملکرد مشابهی را ارائه می‌دهند در حالی که کار با آن آسان‌تر است. ساختار افزاره مشابهی که کم و بیش در همان دوره در مقاله (کارول و وینستانلی ۱۹۷۴) پیشنهاد شد، امپیستور (به انگلیسی: IMPISTOR) بود که یک ترانزیستور با پیوند کلکتور-بیس ایمپت بود.

طرح‌واره تقویت‌کننده ریزموج CATT.

## کتابشناسی
- Ebers, J. J.; Miller, S. L. (1955), "Alloyed Junction Avalanche Transistors" (PDF), Bell System Technical Journal, 34 (5): 883–902, doi:10.1002/j.1538-7305.1955.tb03783.x. The first paper analyzing the use of bipolar junction transistors in the avalanche region.
- Kennedy, D. P.; O'Brien, R. R. (1966), "Avalanche Breakdown Calculations for a Planar p-n Junction", IBM Journal of Research and Development, 10 (3): 213–219, doi:10.1147/rd.103.0213. A paper containing an accurate analysis of the avalanche breakdown phenomenon in planar pn-junctions, as those found in almost all modern transistors.
- Miller, S. L. (1955), "Avalanche Breakdown in Germanium", Physical Review, 99 (4): 1234–1241, Bibcode:1955PhRv...99.1234M, doi:10.1103/physrev.99.1234. The paper where the above formula for the avalanche multiplication coefficient M first appeared (restricted access).
- Дьяконов (Dyakonov), Vladimir Pavlovich (1973), Лавинные транзисторы и их применение в импульсных устройствах, Советское радио (Sovetskoe Radio) (Zipped DjVu format). "Avalanche transistors and their application in pulse circuits" is a very scarce book worth a look, especially for the Russian reader: in-dept coverage of the theory of avalanche transistor, analysis of practical circuits, and a rich bibliography of 125 titles.
- Дьяконов (Dyakonov), Vladimir Pavlovich (2008), Лавинные транзисторы и тиристоры. теория и применение, Москва. СОЛОН-Пресс (Moscow. SOLON-Press), archived from the original on 2008-05-01. "Avalanche transistors and tyristors. Theory and applications": a recent book on the same subject.

### نظریه
- Carrol, J. E.; Winstanley, H. C. (1974), "Transistor improvements using an IMPATT collector", Electronics Letters, IEEE, 10 (24): 516–518, Bibcode:1974ElL....10..516W, doi:10.1049/el:19740410. A paper proposing and describing the IMPISTOR, a semiconductor device similar to the CATT.
- Дьяконов (Dyakonov), Владимир Павлович (Vladimir Pavlovich) (2004a), "Анализ статических вольтамперных характеристик диодов и транзисторов с учетом лавинного пробоя (Analysis of static volt-amperometric characteristics of diodes and transistors including avalanche breakdown)", Exponenta.ru, archived from the original on 2006-10-09, retrieved 2006-12-09. A paper analyzing the volt-amperometric characteristic of diodes and transistors using the computer algebra program Mathematica.
- Дьяконов (Dyakonov), Владимир Павлович (Vladimir Pavlovich) (2004b), "Расчет параметров импульсов емкостного релаксатора на лавинном транзисторе (Calculation of pulse parameters as a function of capacity in an avalanche transistor relaxation oscillator)", Exponenta.ru, archived from the original on 2006-10-16, retrieved 2006-12-09. A paper about the design of an avalanche transistor relaxation oscillator using the computer algebra program Mathematica
- Hamilton, Douglas J.; Gibbons, James F.; Shockley, Walter (1959), "Physical principles of avalanche transistor pulse circuits", IRE Solid-State Circuits Conference, Volume II, pp. 92–93, doi:10.1109/ISSCC.1959.1157029. A brief description of the basic physical principles of avalanche transistor circuits: instructive and interesting but "restricted access".
- Huang, Jack S. T. (1967), "Study of Transistor Switching Circuit Stability in the Avalanche Region", IEEE Journal of Solid-State Circuits, 2 (1): 10–21, Bibcode:1967IJSSC...2...10H, doi:10.1109/jssc.1967.1049775. A theoretical study of the stability of a transistor biased in the avalanche region (restricted access).
- Keshavarz, A.A.; Raney, C.W.; Campbell, D.C. (August 1, 1993), Report SAND--93-0241C. A breakdown model for the bipolar transistor to be used with circuit simulators (PDF), Sandia National Laboratories available from the U.S. Department of Energy Office of Scientific & Technical Information. A report describing a transistor model capable of including avalanche effects in SPICE simulations.
- Kloosterman, W. J.; De Graaff, H. C. (1989), "Avalanche multiplication in a compact bipolar transistor model for circuit simulation", IEEE Transactions on Electron Devices, IEEE, 36 (7): 1376–1380, Bibcode:1989ITED...36.1376K, doi:10.1109/16.30944. A paper describing the Mextram SPICE model from the point of view of avalanche behavior simulation. For a free copy found in the Mextram home page of NXP see here.
- Rickelt, M.; Rein, H. M. (2002), "A novel transistor model for simulating avalanche-breakdown effects in Si bipolar circuits", IEEE Journal of Solid-State Circuits, IEEE, 37 (9): 1184–1197, Bibcode:2002IJSSC...2.1184R, doi:10.1109/JSSC.2002.801197. A paper describing a transistor model for bipolar circuit simulation including avalanche effects (restricted access).
- Jochen Riks "Avalanche-Transistor" (in German). A brief description of the working principles of the avalanche transistor, part of the course "Impulsschaltungen F-Praktikum EXP 10", June 1996, Fachschaft Physik Uni Düsseldorf.
- Spirito, Paolo (1968), "Direct Current-Voltage Characteristics of Transistors in the Avalanche Region", IEEE Journal of Solid-State Circuits, 3 (2): 194–195, Bibcode:1968IJSSC...3..194S, doi:10.1109/jssc.1968.1049869. A paper proposing a graphical method to plot the static characteristic of an avalanche transistor (restricted access).
- Spirito, Paolo (1971), "Static and dynamic behaviour of transistors in the avalanche region", IEEE Journal of Solid-State Circuits, 6 (2): 83–87, Bibcode:1971IJSSC...6...83S, doi:10.1109/jssc.1971.1049655. A paper pushing further the study of avalanche transistor by a graphical method proposed in the preceding work (restricted access).
- Spirito, Paolo (1974), "On the trigger delay of avalanche transistors", IEEE Journal of Solid-State Circuits, 9 (5): 307–309, Bibcode:1974IJSSC...9..307S, doi:10.1109/jssc.1974.1050518. A paper analyzing the trigger delay time of avalanche transistors by means of numerical analysis (restricted access).
- Spirito, Paolo; Vitale, G. F. (1972), "An analysis of the dynamic behavior of switching circuits using avalanche transistors", IEEE Journal of Solid-State Circuits, 7 (4): 315–320, Bibcode:1972IJSSC...7..315S, doi:10.1109/jssc.1972.1050310. A paper where an analytical model of the behavior of an avalanche transistor is derived after suitable approximations (restricted access).

### کاربردها
- Biddle, Wade; Lonobile, David (1997), "Sweep Deflection Circuit Development Using Computer-Aided Circuit Design for the OMEGA Multichannel Streak Camera" (PDF), LLE Review, 73: 6–14. A paper describing a fast sweep generator for a streak camera constructed using series connected avalanche transistor circuits.
- Chaplin, G. B. B. (1958), "A method of designing transistor avalanche circuits with application to a sensitive transistor oscilloscope", IRE Solid-State Circuits Conference, Volume I, pp. 21–23, doi:10.1109/ISSCC.1958.1155606. A paper describing an application of avalanche transistors to the design of a sampling oscilloscope: available abstract, full paper is "restricted access".
- Fulkerson, E. Stephen; Norman, Douglas C.; Booth, Rex (May 28, 1997), Report UCRL-JC--125874 - Driving Pockels cells using avalanche transistors, Lawrence Livermore National Laboratory. Available from the U.S. Department of Energy Office of Scientific & Technical Information. A report describing the design of a driver for Pockels cells Q-switches.
- Holme, Andrew (2006), Avalanche transistor pulse generator, archived from the original on 6 May 2008, retrieved 23 April 2008. A project, inspired to Jim Williams' Linear Technology application notes AN72 and AN94, of an avalanche transistor astable multivibrator with schematics, waveforms and photos of the layout.
- Kilpelä, Ari (2004), 9514272625/ Pulsed time-of-flight laser range finder techniques for fast, high precision measurement applications, Acta Universitatis Ouluensis Technica, vol. 197, Oolu: University of Oulu, ISBN 978-951-42-7261-5 {{citation}}: Check |url= value (help). Academic Dissertation presented with the assent of the Faculty of Technology. A doctoral dissertation describing a Laser TOF (Time Of Flight) Radar and its construction using an avalanche transistor pulser.
- Kilpelä, Ari; Kostamovaara, Juha (1997), "Laser pulser for a time-of-flight laser radar", Review of Scientific Instruments, The American Institute of Physics, 68 (6): 2253–2258, Bibcode:1997RScI...68.2253K, doi:10.1063/1.1148133, archived from the original on 2011-07-19, retrieved 2011-02-21 (preprint version here). A paper describing an avalanche transistor pulser and its use as Laser driver in a laser radar.
- NXP Mextram home page A very rich repository of documents about the Mextram bipolar junction transistor SPICE model, capable of avalanche breakdown behavior simulation.
- "Operating the pulsed laser diode SPL LLxx", "Range finding using pulsed laser diodes" OSRAM Opto Semiconductors GmbH Application Notes, 2004-09-10. Two application notes from Osram Opto Semiconductors describing pulsed operation of a Laser diode, using avalanche transistors and other kind of drivers.
- Pellegrin, J. L. (September 1969), SLAC-PUB-0669 - Increasing the Stability of Series Avalanche Transistor Circuits, Stanford Linear Accelerator Center, archived from the original on 2004-12-26. A paper describing a method to enhance performances of banks of series-connected avalanche transistor circuits.
- Williams, Jim (2003), "The taming of the slew", EDN Magazine (25 September): 57–65, archived from the original on 2006-06-28 (for a PDF copy, see here). A detailed paper describing the construction and performance of an avalanche transistor pre-trigger pulse generator to test the slew-rate of very fast operational amplifiers. Also appeared under the title "Slew Rate Verification for Wideband Amplifiers - The Taming of the Slew", application note AN94, Linear Technology, May 2003. See also, from the same author, Linear Technology application note AN47, High speed amplifier techniques", August 1991, where an astable circuit similar to that described by Holme is detailed in appendix D, pages 93–95.

### منتخب
- صفحه وب آکادمیک آر جیکوب بیکر در دانشگاه نوادا، لاس وگاس. مشارکت‌کننده در نظریه و کاربردهای ترانزیستورهای بهمنی.
- Владимир Павлович Дьяконов (Vladimir Pavlovich D'yakonov) (به روسی). برخی از یادداشت‌های بیوگرافی در مورد یکی از مشارکت کنندگان اصلی در نظریه و کاربرد ترانزیستورهای بهمنی.
- صفحه وب آکادمیک آری کیلپلا در دانشگاه اولو. محققی که روی نظریه و کاربردهای مدارهای ترانزیستور بهمنی کار می‌کند.